# Mélidore et Phrosine
Mélidore et Phrosine (título original en francés; en español, Melidoro y Frosine) es una ópera («drame lyrique») en tres actos con música de Étienne Nicolas Méhul y libreto en francés de Antoine-Vincent Arnault, basado vagamente en el mito de Hero y Leandro. Se estrenó en el Théâtre Favart en París, el 6 de mayo de 1794. Es un ejemplo importante de la ópera romántica temprana.

## Historia
Arnault basó su libreto en el poema narrativo Phrosine et Mélidore de Gentil-Bernard. En sus memorias, describe las dificultades que encontró con la censura revolucionaria de la época. Sometió el libreto al censor Jean-Baptiste Baudrais, quien juzgó que no había «nada inocente en él». Baudrais explica: «No basta que tu ópera no esté en contra nuestra, es que debe ser para nosotros. El espíritu de vuestra ópera no es republicano; la moral de vuestros personajes no es republicana; la palabra ¡libertad! no se pronuncia ni una sola vez. Necesitamos que vuestra ópera armonice con nuestras instituciones.»
Afortunadamente, Arnault recibió el apoyo del escritor Gabriel-Marie Legouvé, quien añadió algunas líneas al libreto, para que contuviera suficientes referencias a la libertad y contentase a Baudrais. Para entonces, Méhul y Arnault compusieron y produjeron rápidamente la ópera Horatius Coclès, mucho más marcada políticamente, para mejorar su reputación ante la censura, lo que facilitó que les permitieran estrenar Mélidore et Phrosine.

## Personajes
| Personaje                 | Tesitura     | Reparto del estreno, 6 de mayo de 1794 Director: Henri Montan Berton |
| ------------------------- | ------------ | -------------------------------------------------------------------- |
| Mélidore                  | Haute-contre |                                                                      |
| Phrosine                  | soprano      | Jeanne-Charlotte Saint-Aubin                                         |
| Jule                      | tenor        | Jean-Pierre Solié                                                    |
| Aimar                     | barítono     |                                                                      |
| Campesinos, marineros,... | Coro         | Coro                                                                 |

## Sinopsis
Acto I 
Escena: Un jardín en Mesina
Mélidore y Phrosine se han enamorado, pero su matrimonio es prohibido por Aimar y Jule, los hermanos de Phrosine; Aimar porque cree que Mélidore no pertenece a una clase social lo suficientemente alta, y Jule, porque siente un deseo incestuoso por su hermana. La pareja planea fugarse y ser casados por un ermitaño que vive en una isla cercana, pero mientras huyen, Aimar los sorprende. En la pelea que se desata, Mélidore aparentemente hiere de muerte a Aimar, que hace jurar venganza a sus seguidores.
Acto II 
Escena: Isla con la cueva del ermitaño
Mélidore llega a la isla del ermitaño, solo para encontrarlo muerto. Decide asumir su identidad. Jule y Phrosine llegan para preguntarle si ha visto al fugitivo Mélidore. El "ermitaño" les dice que se ha ahogado. Phrosine se angustia, pero reconoce a Mélidore por la voz. Los dos trazan un plan para verse. Mélidore le dice que encenderá un fuego en la isla todas las noches para que ella nade a través del estrecho de Mesina hasta él.
Acto III 
Escena: Otra parte de la isla
Es de noche. Mélidore enciende el fuego justo antes de que estalle una tormenta. Mélidore entonces reza por la seguridad de Phrosine. Sin embargo, la tormenta apaga la hoguera. Llega un bote, pero tiene a Jule, no a Phrosine. Este explica que vio a su hermana nadar por el estrecho y la persiguió con el bote. Phrosine nadó hacia él al confundir su antorcha con la hoguera de la isla. Él se negó a dejarla subir al bote y dejó que se ahogara. Mélidore salta al agua para salvarla y la arrastra a tierra. Ella está viva y Jule, arrepentido, finalmente acepta el matrimonio de la pareja, al igual que Aimar, que resulta haber sobrevivido.